# Principauté de Polotsk
IXe siècle – 1307
Entités précédentes :
- Rus' de Kiev

Entités suivantes :
- Grand-duché de Lituanie
- Principauté de Droutsk
- Principauté de Minsk
- Principauté de Vitebsk

La principauté de Polotsk, parfois nommée duché de Polotsk (en biélorusse Полацкае княства, en russe Полоцкое княжество) était une principauté médiévale slave, s'étendant sur la partie nord-ouest de la Rus' de Kiev, à l'emplacement de la Biélorussie actuelle.
La principauté, qui avait pour capitale la ville de Polotsk, a été fondée au IXe siècle par les Krivichs, une tribu slave, et a existé jusqu'au XIIIe siècle, lorsqu'elle fut annexée au grand-duché de Lituanie.

## Histoire

### Origines
La date de création de la principauté est inconnue, mais la ville de Polotsk est mentionnée pour la première fois en 862. La principauté était au départ totalement indépendante de la Rus' de Kiev et une dynastie locale assurait la gouvernance.

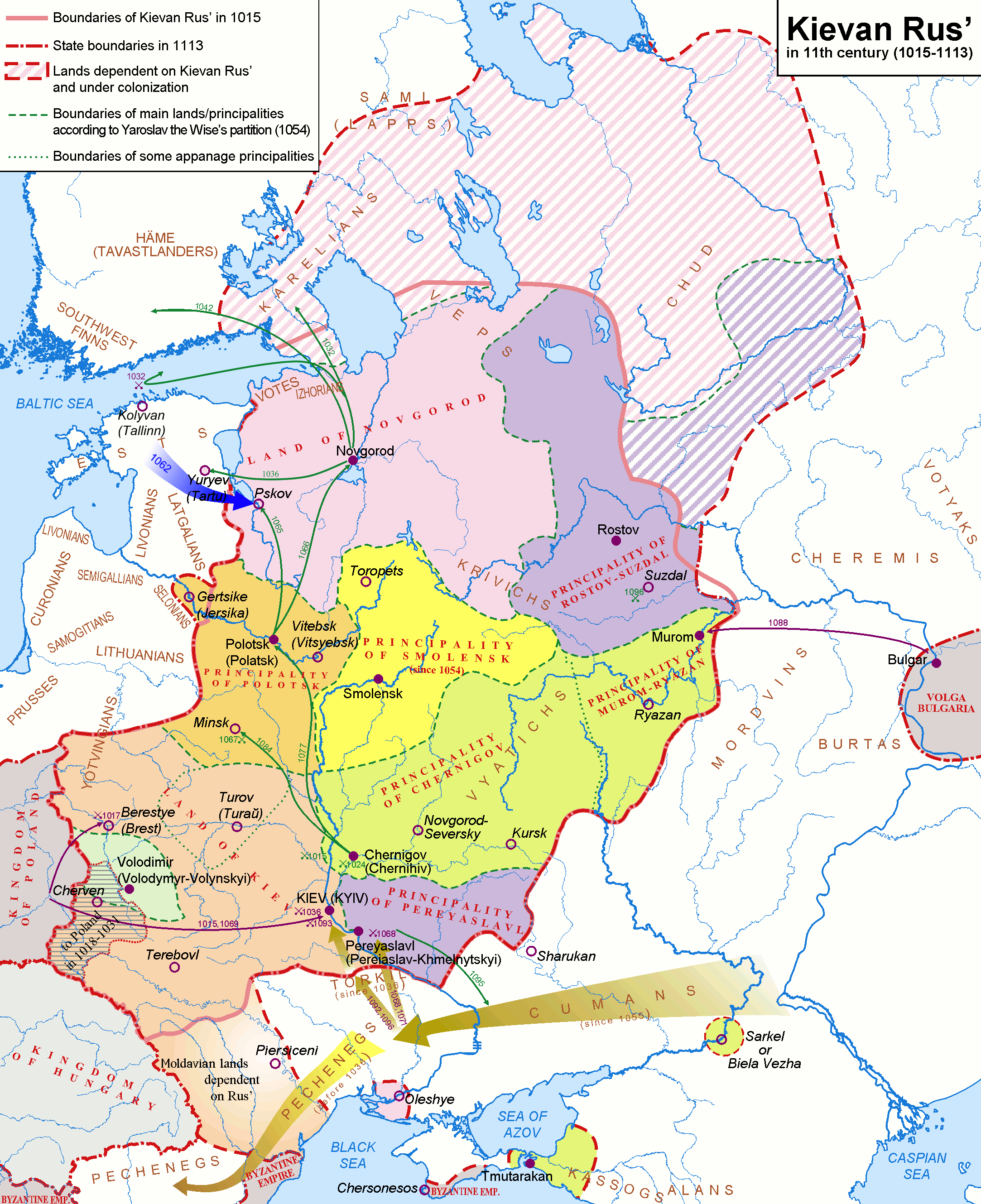
La Principauté (en orange) à l'intérieur de la Rus' de Kiev au XIe siècle

Polotsk est mentionnée une nouvelle fois en 980, elle est alors gouvernée par un seigneur varègue, Ragnvald Olafsson. Polotsk est alors une ville importante, sa population est estimée à 6 000 habitants au Xe siècle.

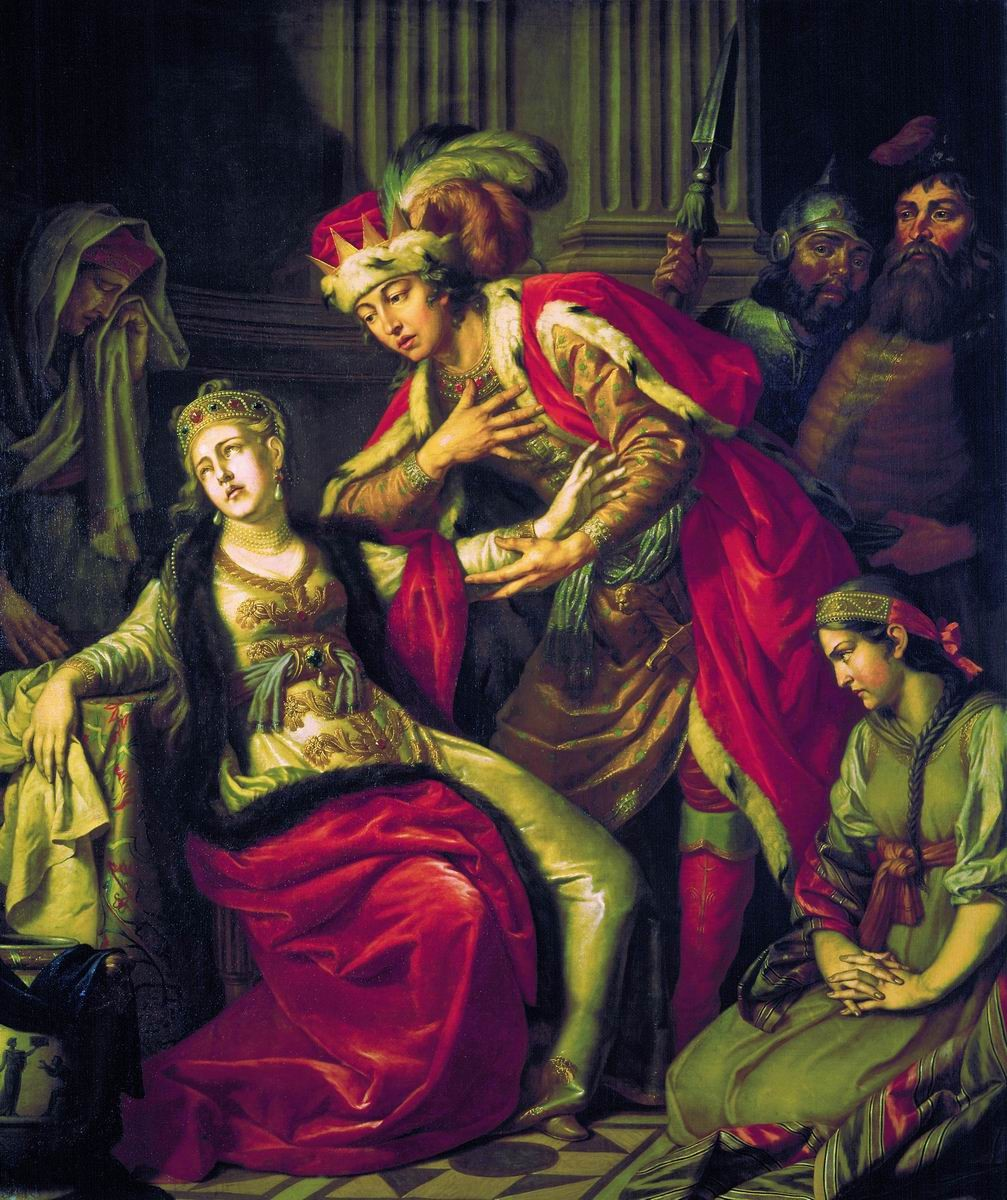
Vladimir et Rogneda sur une peinture du XVIIIe siècle

En 972, le prince de Kiev, Sviatoslav Ier, meurt et laisse ses deux fils, le prince de Novgorod Vladimir Ier et le prince de Kiev Iaropolk Ier dans une lutte pour sa succession. Les deux candidats cherchèrent le soutien militaire de Polotsk et, dans ce sens, Vladimir Ier demanda la main de Rogneda, la fille de Ragnvald. Celle-ci refusa et la principauté se retrouva donc alliée à Iaropolk Ier.
Vladimir Ier déclara peu de temps après la guerre à la principauté et, selon les légendes, il aurait enlevé Rognega devant ses parents, puis aurait tué toute la famille princière et il aurait ensuite brûlé la ville. Rogneda est forcée de l'épouser et de le suivre à Kiev ; la dynastie de Polotsk est donc éteinte.
Mais Rogneda resta peu de temps la femme de Vladimir Ier, car celui-ci, en se convertissant au Christianisme et en épousant une chrétienne en 988 dut divorcer de toutes ses épouses précédentes. Rogneda entra dans un couvent et prit le nom d'Anastasia.
Elle repartit ensuite à Polotsk avec son fils aîné, Iziaslav, et elle y instaura l'Église chrétienne d'Orient.

### Lutte pour l'indépendance
En 1001, Briatchislav succède à son père, Izyaslav. Le nouveau prince consacre son règne à éloigner son pays de l'influence de Kiev. La Rus' maintenait également des rapports tendus avec Polotsk, car Briatchislav pouvait prétendre au trône de Kiev, puisqu'il était le petit-fils de Vladimir Ier. En 1020, Briatchislav prend possession de Novgorod, mais donne ensuite la ville et d'autres terres de la principauté à son oncle, Iaroslav le Sage.
La principauté connaît son âge d'or sous le règne de Vseslav, le fils de Briatchislav. Le prince gouverne la principauté de 1044 à 1101 et profite des guerres civiles qui déstabilisent Kiev pour faire de son pays une nation commerçante prospère, entre le reste de la Rus' de Kiev et la Scandinavie. Vseslav administrait Polotsk sans se soucier de Kiev et la richesse de la principauté garantissait à ses successeurs l'indépendance vis-à-vis de la Rus'.
La principauté profita aussi de sa puissance pour coloniser les contrées jouxtant ses frontières occidentales, les pays baltes. Les habitants grossissaient les rangs de l'armée de Polotsk et la principauté essaya plus tard d'attaquer la Ruthénie et les chevaliers teutoniques. Mais en 1183, les Baltes se soulevèrent et créèrent leurs propres États.

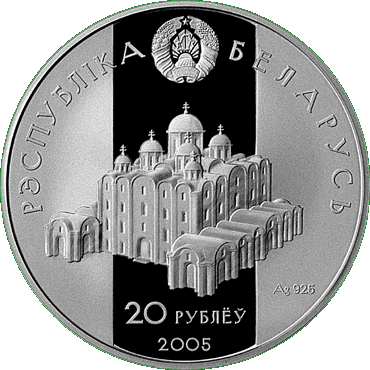
La cathédrale de Polotsk sur une pièce biélorusse de 2005

La cathédrale Sainte-Sophie de Polotsk est le symbole de l'apogée de la principauté. Construite de 1044 à 1066 par Vseslav, elle rivalisa longtemps avec les cathédrales de Kiev et de Novgorod et ses références à Sainte-Sophie de Constantinople étaient une marque de pouvoir et de prestige.

### Le déclin
Après la mort de Vseslav, ses fils se livrèrent à une guerre de succession qui aboutit au morcellement de la principauté en une multitude de fiefs. Les plus grandes entités qui résultèrent de la guerre sont les principautés de Minsk, Vitebsk et Droutsk. Le contrôle de la ville de Polotsk fut l'enjeu de nombreuses autres guerres qui ruinèrent le pays. Finalement, le prince de Vitebsk sortit vainqueur, mais fut ensuite concurrencé par celui de Smolensk.
À partir du milieu du XIIe siècle, des croisés allemands envahirent la Latgale, région de Lettonie qui était jusqu'alors sous contrôle de Polotsk. Ils bloquèrent ainsi le commerce de la principauté vers la Scandinavie, tout comme les Païens baltes, qui attaquèrent des fiefs de la principauté.
Après avoir échappé aux invasions mongoles de 1237 et 1239, Polotsk demanda la protection du grand-duché de Lituanie et devint son vassal en 1240. La principauté fut définitivement incluse au grand-duché en 1307 et fut remplacée ensuite par le Voïvode de Polotsk.